# Concord (Kentucky)
Concord es una ciudad ubicada en el condado de Lewis en el estado estadounidense de Kentucky. En el Censo de 2010 tenía una población de 35 habitantes y una densidad poblacional de 182,62 personas por km².

## Geografía
Concord se encuentra ubicada en las coordenadas 38°41′17″N 83°29′32″O / 38.68806, -83.49222. Según la Oficina del Censo de los Estados Unidos, Concord tiene una superficie total de 0.19 km², de la cual 0.16 km² corresponden a tierra firme y (16.22%) 0.03 km² es agua.

## Demografía
Según el censo de 2010, había 35 personas residiendo en Concord. La densidad de población era de 182,62 hab./km². De los 35 habitantes, Concord estaba compuesto por el 100% blancos, el 0% eran afroamericanos, el 0% eran amerindios, el 0% eran asiáticos, el 0% eran isleños del Pacífico, el 0% eran de otras razas y el 0% pertenecían a dos o más razas. Del total de la población el 0% eran hispanos o latinos de cualquier raza.